# Castello di Annone
Castello di Annone (Castel d'Anon o Anon in piemontese) è un comune italiano di 1 873 abitanti della provincia di Asti in Piemonte.

## Storia
Il nome deriva dal latino ad nonum (a nove), perché distante 9 miglia romane da Asti. Nel medioevo divenne un notevole punto strategico di passaggio, tanto da rendere il paese fiorente centro di mercanti e finanzieri conservando la sua importanza fino al 1644, quando fu distrutto dagli attacchi spagnoli.
Gravi danni furono subiti dal territorio del comune nel novembre 1994 a causa dello straripamento del fiume Tanaro.

### Simboli
Lo stemma del Comune di Castello di Annone è stato concesso con decreto del presidente della Repubblica del 29 gennaio 2003.
(D.P.R. 29.01.2003
concessione di stemma e gonfalone)
Il gonfalone è un drappo partito di azzurro e di bianco.

## Società

### Evoluzione demografica
Abitanti censiti

## Infrastrutture e trasporti

### Ferrovie
Castello di Annone è dotato di una stazione ferroviaria sulla linea ferroviaria Torino-Genova.

## Amministrazione
Di seguito è presentata una tabella relativa alle amministrazioni che si sono succedute in questo comune.
| Periodo          | Periodo          | Primo cittadino      | Partito                                                          | Carica  | Note  |
| ---------------- | ---------------- | -------------------- | ---------------------------------------------------------------- | ------- | ----- |
| 4 giugno 1985    | 29 maggio 1990   | Paolino Stella       | Partito Comunista Italiano                                       | Sindaco | [ 6 ] |
| 29 maggio 1990   | 23 novembre 1993 | Paolino Stella       | Partito della Rifondazione Comunista, Partito Comunista Italiano | Sindaco | [ 6 ] |
| 23 novembre 1993 | 24 aprile 1995   | Alessandro Valenzano | Partito della Rifondazione Comunista                             | Sindaco | [ 6 ] |
| 24 aprile 1995   | 14 giugno 1999   | Alessandro Valenzano | Partito della Rifondazione Comunista                             | Sindaco | [ 6 ] |
| 14 giugno 1999   | 14 giugno 2004   | Alessandro Valenzano | lista civica                                                     | Sindaco | [ 6 ] |
| 14 giugno 2004   | 8 giugno 2009    | Valter Valfrè        | lista civica                                                     | Sindaco | [ 6 ] |
| 8 giugno 2009    | 26 maggio 2014   | Valter Valfrè        | lista civica                                                     | Sindaco | [ 6 ] |
| 14 giugno 2014   | 26 maggio 2019   | Valter Valfrè        | lista civica Progresso annonese                                  | Sindaco | [ 6 ] |
| 27 maggio 2019   | in carica        | Silvia Ferraris      | lista civica Progresso annonese                                  | Sindaco | [ 6 ] |

### Gemellaggi
- Annone Veneto
- Annone di Brianza